# Simfonia núm. 2 (Enescu)
La Simfonia núm. 2 en la major, op. 17, va ser escrita pel compositor romanès George Enescu entre 1912 i 1414. Una actuació dura uns 55 minuts.

## Història

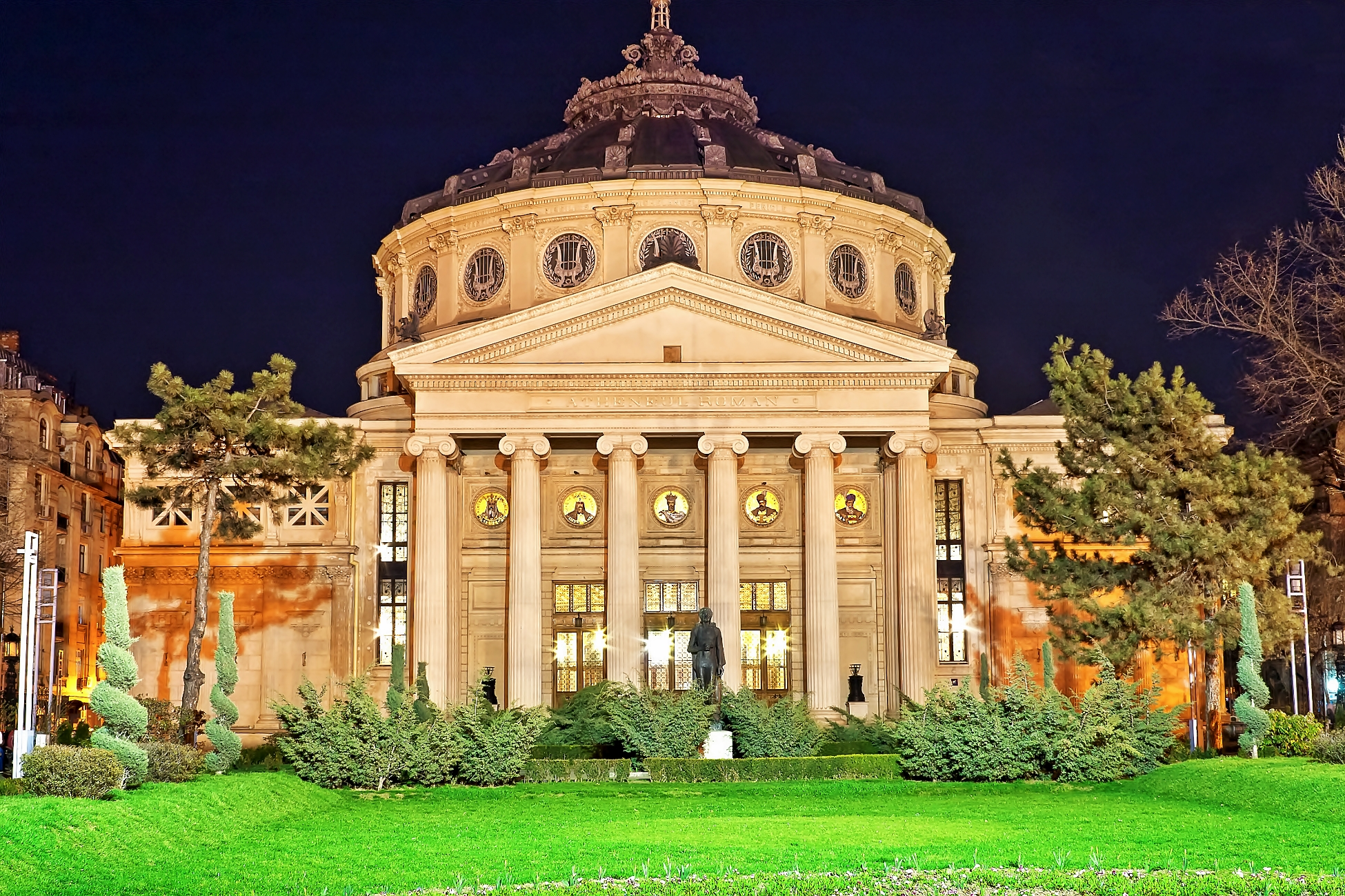
L'Ateneu Romanès de Bucarest, on Enescu va estrenar la Segona Simfonia

Enescu va començar a escriure la seva Segona Simfonia a finals del 1912, i la partitura del manuscrit especifica la data de finalització el 18 de novembre de 1914. El compositor va dirigir la seva estrena per l'Orquestra del Ministeri d'Educació Pública a l'Ateneu de Bucarest el 15 de març de 1915. Enescu no es va mostrar satisfet amb el resultat i va deixar de banda el manuscrit, que no es va tornar a representar fins que Iosif Conta la va revifar el 1961, sis anys després de la mort del compositor. En ple període de la Primera Guerra Mundial, l'estiu de 1917, el govern romanès va enviar les seves reserves d'or en tren a Moscou, juntament amb una gran col·lecció de manuscrits d'Enescu, inclosa l'única còpia de la Segona Simfonia i tots els esbossos de l'òpera Oedipe. La caixa que contenia els documents d'Enescu va arribar a Moscou, però va desaparèixer immediatament. Només es va recuperar gràcies a la intervenció de Bruno Walter el 1924 i finalment va ser retornat a Enescu a París. Tot i que el 1952 va remarcar que estava "lluny d'acabar", i que pretenia una revisió exhaustiva, altres compromisos li van impedir fer-ho. La partitura va ser publicada per primera vegada el 1965 per Éditions Salabert, París. Tot i que la partitura publicada no té cap dedicatòria, hi ha raons per suposar que Enescu pretenia dedicar l'obra a la memòria d'Édouard Colonne.

## Instrumentació
La simfonia està escrita per a 3 flautes (tercera doblant amb flautí), 2 oboès, trompa anglesa, 3 clarinets (tercer doblant amb clarinet baix i clarinet piccolo en re), 3 fagots, 4 trompes, 3 trompetes en do, 3 trombons, tuba, timbales, triangle, bombo, tom toms, tambor, platets, castanyoles, tam-tam, tamborí, glockenspiel, celesta, piano i harmònium, arpa (o diversos, ad. lib.), cordes (20, 20, 14, 12, 12).

## Anàlisi
La simfonia es divideix en tres moviments :
- Vivace, ma non troppo
- Andante giusto
- Un poco lento, marziale - Allegro vivace, marziale

La simfonia té un clar deute amb Richard Strauss, evident a la superfície en un gest d’obertura semblant a Ein Heldenleben, però que també es troba en les harmonies cromàtiques que canvien calidoscòpicament, recordant l’admiració que Enescu va expressar el 1912 i el 1915 per Elektra i Salome.
El primer moviment té la forma sonata-allegro habitual, tot i que el primer grup temàtic afegeix cinc motius auxiliars independents que no es poden derivar del llarg tema principal, que es llança sense cap introducció al començament del moviment. El segon grup temàtic introdueix una atmosfera completament nova, però de fet es deriva completament dels motius del primer grup. El segueix un passatge de pont que, a més de manipular quatre motius dels temes principals, n'introdueix un de nou, que esdevindrà important al llarg de la resta de la simfonia. Després d'un desenvolupament relativament curt, la recapitulació condensa i juxtaposa el material de l'exposició, inclòs el tema pont.
El segon moviment, encara que impregnat del caràcter d’un Lied estès, demostra inesperadament que té una forma sonata-allegro, com els moviments exteriors. Tanmateix, en contrast amb el primer moviment, el desenvolupament aquí és inusualment extens. La recapitulació, d'altra banda, és molt més curta que l'exposició i el moviment conclou amb una coda de tardor.
Intensament preocupat pel timbre, el final es teixeix constantment canviant, superposant-se i dissolent matisos i gradacions de color instrumental. S'obre amb una llarga introducció en tempo lent, amb un tema que anticipa l'estil de Paul Hindemith. El cos principal del moviment, igual que els seus dos predecessors, es troba en forma sonata-allegro, amb una coda estesa gairebé tres vegades més llarga que la recapitulació.

## Discografia
- George Enescu: Simfonia núm. 2. Orchestra Simfonica a Cinematografiei, Constantin Bugeanu, cond. Enregistrament LP, 1 disc: 33⅓ rpm, 12 polzades, monoaural. Electrecord ECE 0365. Bucarest: Electrecord, 1968.
- Enescu: simfonia núm. 2 en la major, op. 17; Vox maris, Op. 31. Filarmonică de Stat George Enescu, Horia Andreescu, cond .; Orquestra i Cor de la Filharmònica Iasy Moldàvia, Ion Baciu, cond. Gravació de CD, 1 disc: digital, 12 cm., Estèreo.. Sl: Pacific Music, 1988. Emès també a HNH 8.223142, Hong Kong: HNH International, 1988. Emès també a Marco Polo 8.223142. Sl: Marco Polo. 1988. Reeditat com a àudio en streaming, Naxos Music Library, 2004.
- George Enescu: Obres orquestrals completes, vol. 2. Simfonia núm. 2, op. 17; Rhapsody Romanian No. 1, Op. 11, núm. 1; Rapsòdia núm. 2, op. 11, núm. 2. Orchestra Simfonică a Radioteleviziunii, Horia Andreescu, cond. Gravat a la Sala de Concerts de Ràdio, Bucarest, el juliol de 1993. Gravació de CD, 1 disc: digital, 12 cm., Estèreo. Olympia OCD 442. Sèrie Olympia Explorer. Londres: discos compactes Olympia, 1994.
- George Enescu: Obres orquestrals, vol. 5. Philharmonia Moldàvia; Alexandru Lascae, director d'orquestra. Enregistrat del 16 al 25 de juny de 1994, Concerthall de l'Orquestra Filharmònica de Moldava, Iași (Romania). Gravació de CD, 1 disc: digital, estèreo. Ottavo OTR C69450. La Haia, Països Baixos: Ottavo Recordings, 1996.
- Orquestra Filharmònica de Bucarest "George Enescu"; Cristian Mandeal, cond. (Amb la rapsòdia romanesa núm. 2). Enregistrat del 20 al 24 de juny de 1994, a l'Ateneu Romanès, Bucarest. Gravació de CD, 1 disc: digital, estèreo. Arte Nova Classics 74321 34035 2. Alemanya: Arte Nova, 1996. Reeditat, [EUA]: Arte Nova Classics, 2007.
- Georges Enesco: Simfonies 1 i 2 . Orchestre Philharmonique de Monte-Carlo, Lawrence Foster, cond. EMI Classics CDC 7 54763 2 (0777 7 54763 2) [Sl ]: EMI França, 1993. Reeditat com a disc 1 de George Enescu: Tres simfonies; Sonata per a violí núm. 3, amb Chœur de Chambre Les Éléments; Orchestre National de Lyon, Lawrence Foster, cond. Valery Sokolov, violí; Svetlana Kosenko, piano. Gravació de CD, 2 discos: digitals, 12 cm, estèreo. Warner Classics 50999 6 78393 2 2. [Regne Unit]: Warner Music UK Ltd, 2012.
- BBC Philharmonic Orchestra, Gennady Rozhdestvensky, cond. Amb George Enescu: Rhapsody Romanian No. 2. Enregistrat el 1995 i el 1996. Colchester: Chandos Records, 1997. També publicat a Múnic: Koch International, 1997.
- George Enescu: simfonia núm. 2, op. 17; Simfonia de Cambra, Op 33. Orquestra Filharmònica de Tampere, Hannu Lintu, cond. Enregistrat a Tampere Hall, el 24 d'agost de 2011 (Chamber Symphony); 3–5 de gener de 2012 (Simfonia núm. 2). Gravació de CD, 1 disc: digital, 12 cm, estèreo. Ondine ODE 1196-2. Hèlsinki: Ondine Oy, 2012.